# The Ace of Scotland Yard
The Ace of Scotland Yard foi um seriado estadunidense realizado em 1929 pela Universal Pictures. Foi o primeiro seriado da Universal a apresentar som, mesmo que parcialmente (embora seja o sexagésimo nono seriado realizado, contando os mudos). A Universal anunciou-o como o primeiro seriado falado, mas tal título é usualmente dado ao seriado da Mascot Pictures The King of the Kongo, também de 1929.
O seriado é uma sequência de Blake of Scotland Yard, de 1927, também produzido pela Universal Pictures, e com os mesmos personagens.
Este seriado é considerado perdido.

## Sinopse
O Inspetor aposentado Angus Blake tenta capturar uma ladra de joias chamada “The Queen of Diamonds”, acusada de roubar um anel valioso (que, segundo a lenda, carrega uma maldição) de Lord Blanton.

## Elenco
- Crauford Kent .... Angus Blake, inspetor aposentado
- Monte Montague .... Jarvis, empregado de Blake
- Grace Cunard .... Queen of Diamonds, famosa ladra de joias que se disfarça como governanta de Lord Blanton, Mary Duveen
- Florence Allen .... Lady Diana Blanton, filha de Lord Blanton
- Herbert Prior .... Lord Blanton, dono do anel
- Albert Prisco .... Príncipe Darius, que deseja o anel e contrata Queen of Diamonds para roubá-lo

## Capítulos
1. The Fatal Circlet
2. A Cry in the Night
3. The Dungeon of Doom
4. Menace of the Mummy
5. The Depths of Limehouse
6. Dead or Alive
7. Shadows of Fear
8. The Baited Trap
9. A Battle of Wits
10. The Fatal Judgement